# Kaigonahalli, Krishnarajpet
Kaigonahalli là một làng thuộc tehsil Krishnarajpet, huyện Mandya, bang Karnataka, Ấn Độ.